# Pusana laevis
Pusana laevis är en insektsart som först beskrevs av Boris Petrovich Uvarov 1921.  Pusana laevis ingår i släktet Pusana och familjen gräshoppor. Inga underarter finns listade i Catalogue of Life.